# Беннетт, Джевисон
Дже́висон Франси́ско Бе́ннетт Вилье́гас (исп. Jewison Francisco Bennette Villegas; 15 июня 2004, Эредия) — коста-риканский футболист, полузащитник клуба ЛНЗ и сборной Коста-Рики.

## Карьера
Воспитанник клуба «Эредиано». 1 августа 2021 года 17-летний Беннетт дебютировал за основной состав клуба в игре против «Джикарал» и уже через четыре минуты забил свой первый гол во взрослом футболе. Успешные стартовые встречи не прошли мимо тренеров сборной Коста-Рики. Уже 21 августа, меньше месяца после дебюта за «Эредиано», полузащитник вышел на поле в составе главной национальной команды страны в игре против Сальвадора. На тот момент Беннетту было 17 лет и два месяца — он стал самым юным игроком в истории «тикос». Принимал участие в отборочном турнире на Чемпионат мира 2022 года в Катаре.
В августе 2022 года подписал четырехлетний контракт с клубом английского Чемпионшипа «Сандерленд».

## Семья
Отец Беннетта Джуиссон и дядя Трай в прошлом были футболистами и выступали за «Эредиано» и сборную Коста-Рики. Джевисон рос в семье с двумя старшими братьями.